# Клембув (гміна)
Гміна Клембув (пол. Gmina Klembów) — сільська гміна у центральній Польщі. Належить до Воломінського повіту Мазовецького воєводства.
Станом на 31 грудня 2011 у гміні проживало 9367 осіб.

## Площа
Згідно з даними за 2007 рік площа гміни становила 85.79 км², у тому числі:
- орні землі: 69.00%
- ліси: 18.00%

Таким чином, площа гміни становить 8.98% площі повіту.

## Населення
Станом на 31 грудня 2011:
| Опис     | Загалом | Загалом | Чоловіки | Чоловіки | Жінки | Жінки |
| -------- | ------- | ------- | -------- | -------- | ----- | ----- |
| одиниця  | осіб    | %       | осіб     | %        | осіб  | %     |
| все      | 9367    | 100     | 4627     | 49.40    | 4740  | 50.60 |
| міське   | 0       | 100     | 0        |          | 0     |       |
| сільське | 9367    | 100     | 4627     | 49.40    | 4740  | 50.60 |

## Сусідні гміни
Гміна Клембув межує з такими гмінами: Воломін, Домбрувка, Посьвентне, Радзимін, Тлущ.